# Галкино (Забайкальский край)
Га́лкино — село в Шилкинском районе Забайкальского края России. Административный центр сельского поселения «Галкинское». Основано в 1735 году.

## География
Село находится в западной части района, на левом берегу реки Ингода, вблизи места впадения в неё реки Уляр, на расстоянии примерно 57 км (по прямой) к западу-юго-западу (WSW) от города Шилка, административного центра района. Абсолютная высота — 542 м над уровнем моря.
Климат
Климат характеризуется как резко континентальный, с продолжительной холодной зимой и коротким тёплым летом. Среднегодовая температура воздуха составляет −2,7 — −1,6 °С. Средняя многолетняя температура самого холодного месяца (января) составляет −29 — −25 °С (абсолютный минимум — −51 °С), температура самого тёплого (июля) — 18 — 20 °С (абсолютный максимум — 40 °С). Среднегодовое количество осадков — 350 мм. Продолжительность безморозного периода составляет 110 дней.
Часовой пояс
Село Галкино, как и весь Забайкальский край, находится в часовой зоне МСК+6. Смещение применяемого времени относительно UTC составляет +9:00.

## Население
| 2010 | 2021 |
| ---- | ---- |
| 624  | ↘534 |

Половой состав
По данным Всероссийской переписи населения 2010 года, в гендерной структуре населения мужчины составляли 47,6 %, женщины — соответственно 52,4 %.
Национальный состав
Согласно результатам переписи 2002 года, в национальной структуре населения русские составляли 95 % из 624 чел.